# Chahār Barūd
Chahār Barūd (persiska: چهار برود, چروری) är en ort i Iran.   Den ligger i provinsen Östazarbaijan, i den nordvästra delen av landet, 500 km väster om huvudstaden Teheran. Chahār Barūd ligger 2 150 meter över havet och antalet invånare är 743.
Terrängen runt Chahār Barūd är huvudsakligen kuperad, men västerut är den bergig. Runt Chahār Barūd är det tätbefolkat, med 331 invånare per kvadratkilometer. Chahār Barūd är det största samhället i trakten. Trakten runt Chahār Barūd består i huvudsak av gräsmarker.